# NGC 704
NGC 704 è una galassia lenticolare situata nella costellazione di Andromeda, a una distanza di circa 215 milioni di anni luce dalla nostra Via Lattea.

## Scoperta
La galassia è stata scoperta il 21 settembre 1786 dall'astronomo britannico di origine tedesca William Herschel.

## Descrizione
L'oggetto celeste è in realtà una coppia di galassie. La piccola galassia visibile al di sotto di NGC 704 viene chiamata NGC 704b o  UGC 1343b.
Dato il valore della sua luminosità superficiale pari a 11,25, NGC 704 può essere inclusa tra le galassie ad elevata luminosità superficiale.

## Gruppo di NGC 669
NGC 704 fa parte del gruppo di NGC 669. Il gruppo di NGC 669 comprende oltre una trentina di galassie, 15 delle quali figurano nel New General Catalogue e 3 nell'Index Catalogue.

## Ammasso di galassie Abell 262
NGC 704 fa anche parte dell'ammasso di galassie Abell 262, un sotto-insieme del superammasso di Perseo-Pesci. Le altre galassie del catalogo NGC presenti in questo ammasso, che comprende più di 100 membri, sono: NGC 700, NGC 703, NGC 705, NGC 708, NGC 709, NGC 710, NGC 714, NGC 717 e NGC 759.

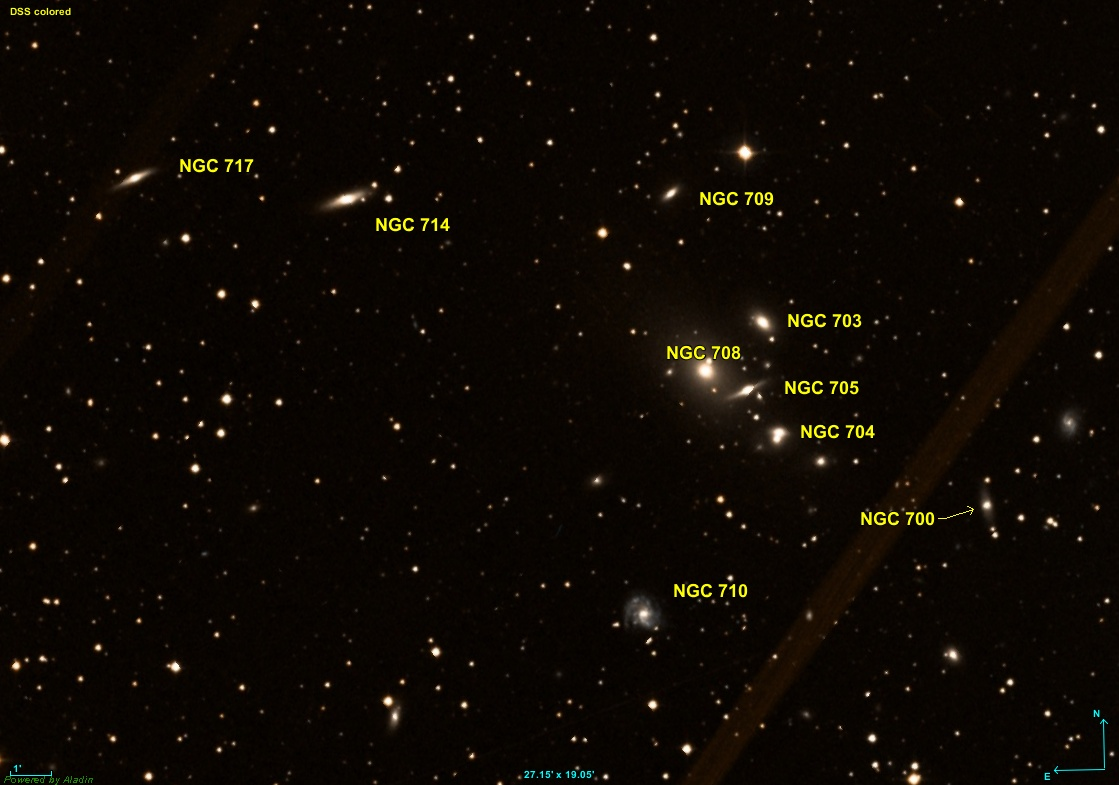
L'ammasso di galassie Abell 262.